# Dragostea din tei
"Dragostea din tei" je najpoznatija pjesma moldavskog pop sastava O-Zone, koja im je donijela svjetsku popularnost.
Nalazila se na prvom mjestu top liste Eurochart Hot 100 čak 12 tjedana, u Njemačkoj 17, te na trećem mjestu u UK-u, a na 72. u SAD-u.
Pjesma je napisana na rumunjskom jeziku, a doživjela je mnoge obrade na drugim jezicima. Snimljen je i spot u kojem članovi sastava plešu u i na zrakoplovu.

## Popis pjesama
- CD singl

1. "Dragostea din tei" (originalna rumunjska verzija) — 3:33
2. "Dragostea din tei" (radio remiks DJ Rossa) — 4:15

- CD maksi

1. "Dragostea din tei" (originalna rumunjska verzija) — 3:33
2. "Dragostea din tei" (radio remiks DJ Rossa) — 4:15
3. "Dragostea din tei" (produženi remiks DJ Rossa) — 6:22
4. "Dragostea din tei" (originalna talijanska verzija) — 3:35
5. "Dragostea din tei" (remiks Unu' in the duba) — 3:39

## Top liste
| Top lista (2004.)                | Pozicija |
| -------------------------------- | -------- |
| U.S. Billboard Hot Dance Airplay | 14       |
| U.S. Billboard Pop 100           | 72       |
| Austrija                         | 1        |
| Belgija (Flandrija) Ultratop 50  | 2        |
| Belgian (Valonija) Ultratop 40   | 1        |
| Danska                           | 1        |
| Nizozemska                       | 1        |
| Eurochart Hot 100 Singles        | 1        |
| Finska                           | 2        |
| Francuska SNEP                   | 1        |
| Njemačka                         | 1        |
| Irska                            | 1        |
| Italija                          | 17       |
| Meksiko                          | 1        |
| Norveška VG-lista                | 1        |
| Portugal                         | 1        |
| Rumunjska                        | 1        |
| Španjolska                       | 1        |
| Švedska                          | 3        |
| Švicarska                        | 1        |
| UK                               | 3        |

| Top liste krajem godine (2004.) | Pozicija |
| ------------------------------- | -------- |
| Austrija                        | 1        |
| Belgija (Flandrija)             | 7        |
| Belgija (Valonija)              | 1        |
| Francuska                       | 17       |
| Francuska                       | 1        |
| Irska                           | 9        |
| Švicarska                       | 1        |

## Naklade
| Država     | Naklada        | Datum           | Prodaja |
| ---------- | -------------- | --------------- | ------- |
| Austrija   | Platinasta     | 13. rujna 2004. | 30.000  |
| Belgija    | Zlatna         | 2004.           | 20.000  |
| Danska     | Zlatna         | 22. rujna 2004. | 4.000   |
| Francuska  | Dijamantna     | 15. rujna 2004. | 750.000 |
| Njemačka   | 2 x platinasta | 2005.           | 600.000 |
| Nizozemska | Platinasta     | 2004.           | 60.000  |
| Švedska    | Zlatna         | 2. rujna 2004.  | 10.000  |
| Švicarska  | Platinasta     | 2004.           | 40.000  |